# 新周刊
《新周刊》，创刊于1996年8月18日，由广东出版集团、三九企业集团联合主办。每期128页全彩印刷，每月1日、15日出版，属于时事生活类杂志。《新周刊》定位为“中国最新锐的时事生活周刊”，被称为传媒界“话题发源地”。

## 发展历程
1996年8月18日，创刊号，纸张为新闻纸，64页。
1997年9月5日，改为铜版纸，增至112页。
2001年9月15日，扩版16页，改为128页充粉纸全彩印胶装，逢月初、月中出版，零售价人民幣15元不变。
2020年11月18日，广东时代传媒有限公司和广东新周刊杂志社合并成立广东时代传媒集团有限公司，是南方出版传媒股份有限公司的全资子公司。 
《新周刊》前期致力于新闻整合，类似于新闻类杂志，后与新闻类杂志渐行渐远，以城市议题为主。

## 重要人物
对新周刊影响重大的人物有：封新城、何树青、肖锋、令狐磊、周可等。
新周刊的知名主笔有蒋方舟、黄俊杰、胡赳赳等。